# Konstancin
Konstancin (prononciation [kɔnsˈtant͡ɕin]) est un village de la gmina de Góra Świętej Małgorzaty, du powiat de Łęczyca, dans la voïvodie de Łódź, situé dans le centre de la Pologne.
Il se situe à environ 12 kilomètres au nord-est de Łęczyca (siège du powiat) et 36 kilomètres au nord de Łódź (capitale de la voïvodie).
Sa population s'élevait approximativement à 30 habitants en 2006.

## Administration
De 1975 à 1998, le village était attaché administrativement à l'ancienne voïvodie de Płock.

Depuis 1999, il fait partie de la nouvelle voïvodie de Łódź.

## Personnalités liées
- Zbigniew Turski (1908-1979), compositeur et chef d'orchestre polonais